# Asdrúbal Paniagua
Asdrúbal Paniagua Ramírez (Ángeles, San Rafael, 29 de junio de 1951) es un exjugador de fútbol profesional de Costa Rica. Más conocido como "Yuba", jugó la mayor parte de su carrera con el Deportivo Saprissa, donde aún es recordado como un ídolo. 
Participó durante 15 temporadas en el fútbol costarricense, entre 1970 y 1985, con la Primera División de Saprissa, Herediano y Curridabat.  En general, fue un centrocampista creativo de baja estatura con un talento extraordinario para el fútbol.

## Trayectoria
Paniagua es muy recordado por sus grandes habilidades de drible, sus precisos remates al arco, sus asistencias a gol y su buen sentido para  oranizar al equipo dentro del campo. Fue parte del famoso centro del campo del Saprissa en una de sus épocas más brillantes (década de los 70), cuya forma de jugar hizo historia en la región de CONCACAF. 
Comenzó en las ligas menores del fútbol aficionado de San Rafael de Heredia, a finales de los 60s en la Liga Nacional de Terceras Divisiones donde en un partido amistoso contra los veteranos del Saprissa es recomendado por Mario Murillo Inició su carrera profesional en 1970, a sus 19 años, con el primer equipo de Saprissa. Fue parte del conjunto morado en cinco de los seis campeonatos consecutivos que ganó desde 1972 hasta 1977, un récord tanto en Costa Rica como en el continente americano. Fue el máximo goleador del club con doce goles en 1974.
En 1977, Paniagua pasó al equipo de su provincia natal, el Club Sport Herediano, donde logró los títulos nacionales de 1978, 1979 y 1981.  Se retiró del fútbol profesional en 1985 a sus 34 años, jugando con la hoy desaparecida AD Municipal Curridabat.
De forma amateur, posteriormente jugó con el club Deportivo Yuba Paniagua en Segunda  y  Tercera División y con los veteranos de San Rafael de Heredia.
Entre sus amistades y exjugadores contemporáneos a su época en ligas de fútbol costarricense están  Marco Antonio Rojas (guardameta), Edgar Marín, Sidney Edwards, Gerardo Villalobos, José Antonio Espinoza, Ademar Vargas, Carlos Luis Lobo, Alexis Ugalde, Oscar Benavidez, Jorge Vindas (guardameta), Jorge León Azofeifa, Carlos Palma, Alexis Camacho, Wilberth Camacho, Manuel Arias, entre muchos del cantón rafaeleño y otros lugares.

## Selección nacional
Fue convocado a la selección nacional en 10 ocasiones. Con la Tricolor jugó 14 partidos de clase A desde 1971 a 1985. Participó en los Juegos Panamericanos de México 1975 y los de Puerto Rico 1979. Aunque estuvo en el proceso que clasificó a los Juegos Olímpicos de Moscú 1980, el entrenador español Antonio Moyano decidió no llevarlo a la competencia.
También fue parte de las eliminatorias rumbo a la Copa Mundial de 1974 realizada en Alemania Occidental, y la de 1978 en Argentina, donde su selección quedó descalificada. En total, jugó sólo 3 partidos clasificatorios para esos dos torneos. 
Finalmente, en 1985 fue convocado por el entrenador Odir Jacques para el inicio de la eliminatoria hacia México 1986, algo que fue bastante cuestionado por su edad y bajo nivel para ese entonces, aunque no llegó a disputar ningún encuentro.

## Homenajes
En 1976 se fundó en su cantón natal San Rafael de Heredia el equipo Deportivo Yuba Paniagua, como un homenaje a este destacado futbolista, donde también jugó brevemente en categorías inferiores a mediados de los 80s. Este club desapareció en 1988 debido a sus serios problemas económicos, luego de disputar varios torneos en la Primera División de LINAFA y en la Segunda División. 
De igual forma, el pequeño estadio municipal de la comunidad fue bautizado Yuba Paniagua en 2012. Este inmueble es sede del A.D. San Rafael.

## Clubes
| Club                     | País       | Año       |
| ------------------------ | ---------- | --------- |
| Deportivo Saprissa       | Costa Rica | 1970-1976 |
| C.S Herediano            | Costa Rica | 1977-1984 |
| A.D Municipal Curridabat | Costa Rica | 1985      |

## Palmarés
- Campeonato de la Primera División de Costa Rica: Campeón de 1972 a 1976 (con el Deportivo Saprissa), en 1978, 1979 y 1981 (con el Club Sport Herediano). Subcampeón en 1980 (con Herediano).
- Copa Fraternidad Centroamericana: Campeón en 1972 y 1973. Subcampeón en 1971 y 1974 (con Saprissa).
- Concacaf Liga Campeones: Subcampeón en 1970 y 1973 (con Saprissa).